# Parafia Matki Bożej z Góry Karmel w Tomaszpolu
Parafia Matki Bożej z Góry Karmel w Tomaszpolu – rzymskokatolicka parafia znajdująca się w diecezji kamienieckiej w dekanacie tomaszpolskim. Liczy ok. 700 wiernych, głównie Polaków oraz osób mających polskie korzenie.
Od ok. 1748 istniał drewniany kościół. W 1812 z fundacji Czesława Potockiego rozpoczęto budowę obecnego kościoła, który konsekrowany został w 1842. W czasie antyreligijnych represji komuniści w 1936 zamknęli tomaszpolską świątynie. W czasie II wojny światowej kościół uległ spaleniu. W 1991 parafia odzyskała kościół, który ponownie konsekrował biskup kamieniecki Jan Olszański. 16 października 2000 bp. Jan Olszański erygował parafię Matki Bożej z Góry Karmel w Tomaszpolu.
W parafii służą siostry zakonne oraz znajduje się dom rekolekcyjny.